# شهراد وثوقی
شهراد وثوقی (زادهٔ ۱۳۳۵ در تهران) یک هنرپیشهٔ مرد ایرانی است. او برادر بهروز وثوقی و چنگیز وثوقی دو تن دیگر از هنرپیشگان سینما است.
وی کارشناسی سینما را از مدرسه بین‌المللی فیلم لندن در سال ۱۳۵۷ دریافت نمود. آغاز بازی او در سال ۱۳۶۹ با بازی مجموعه‌های تلویزیونی در آمریکا بود، پیشه بازیگری شهراد در سینمای ایران، به سال ۱۳۷۰ با ایفای نقش کوتاهی در ناصرالدین‌شاه آکتور سینما، ساختهٔ محسن مخملباف برمی‌گردد.

## سینما
- شیرین قناری بود (۱۳۹۰)
- کارناوال مرگ (۱۳۸۷)
- مدیوم (۱۳۸۷) [از مدیوم به پریشانی تغییر نام یافت]
- معبد جان (۱۳۸۷)
- آن سوی آینه (۱۳۷۶)
- تهاجم (فیلم ۱۳۷۵)
- انتهای قدرت (۱۳۷۳)
- بازیچه (۱۳۷۱)
- ناصرالدین‌شاه آکتور سینما (۱۳۷۰)